# Taslima Nasrin
Nasrin Jahan Taslima de Rajab Ali e Idul Ara,  conocida como Taslima Nasrin (Mymensingh, 25 de agosto de 1962)  es una médica y escritora feminista bengalí que se describe a sí misma como humanista secular. Desde los años 90 vive oculta y perseguida por los fundamentalistas islámicos que pusieron precio a su cabeza por pedir la revisión del Corán para poder mejorar la situación de la mujer musulmana.

## Biografía
Nació en el seno de una familia musulmana conservadora. Hija de un médico, siguió los pasos de su padre y se licenció en Medicina. Comenzó a escribir a los 15 años poemas y textos sobre las diferencias entre las castas, entre los hombres y las mujeres y entre ricos y pobres. 
En 1986 publicó su primer libro de poemas al que siguió una serie de poemas eróticos. Ya por entonces su estilo provocativo y sus convicciones radicales le habían convertido en una escritora notable. 
En febrero de 1993, publicó por primera vez en bengalí  La vergüenza, una novela en la que Nasrin describe las desgracias de una familia hindú de Daca después de la destrucción en la India, el 6 de diciembre de 1992, de la mezquita de Babri d'Adoyha. La autora denuncia formalmente a los instigadores de este acto, pero lo que le interesa en realidad es describir la situación de los que pagan el precio de la locura de los extremistas religiosos.
En 1994, el Estado la acusó de “ofender los sentimientos religiosos de los musulmanes”; los líderes religiosos declararon una huelga general, que paralizó el país,  exigiendo su inmediata ejecución;  300.000 manifestantes se congregaron en la capital banglasesí pidiendo su ahorcamiento y Taslima, finalmente, abandonó su país camino del exilio.
Ese mismo año recibió el Premio Sájarov de Derechos Humanos y Libertad de Conciencia, que concede el Parlamento Europeo.
La década siguiente reside en ciudades europeas, Berlín, Estocolmo, Nueva York donde vivía su hermana. 
En 2004, regresa a la India y de nuevo sufre amenazas. Intentó obtener la nacionalidad pero le fue rechazada. Apenas lograba visados temporales a causa de la presión de los fundamentalistas.
En 2007, tras una conferencia en la India, un grupo radical ofreció la cifra de 500 000 rupias para quien la decapitara. A mediados de febrero de 2008, obtuvo una extensión de su visado por seis meses y aseguró que la India se había convertido en su segundo hogar negándose a viajar a París para recibir el Premio Simone de Beauvoir que le acababa de ser concedido. Sin embargo, el 19 de marzo de 2008, finalmente huyó de nuevo a Europa después de haber sido acusada de blasfemia y ser amenazada con nuevas fatwas.
El 21 de mayo de 2008, recibió el Premio Simone de Beauvoir de las manos de Rama Yade, Secretaria de Estado de Derechos Humanos del gobierno francés tras reunirse con la presidenta del grupo feminista francés "Ni putas ni sumisas" Sihem Habchi. 
El 7 de julio de 2008, fue nombrada ciudadana de honor de París y a causa de sus financieras buscó la protección en París y obtuvo una ayuda para el alojamiento.
En febrero de 2010, se le atribuyó la publicación de un artículo en el diario Kannada Daily que causaron disturbios y provocaron la muerte de dos hombres en la India. Ella negó ser la autora de la publicación, asegurando que se trataba de una mala traducción de un artículo publicado en enero de 2007 en el semanario Outlook India en el que ella contestaba la tesis en relación con que el Corán y los hadiths no hablaban de que la mujer debían llevar velo. Afirmaba, además, que las musulmanas "debían quemar sus burcas".
En 2011, participó en el festival literario Metropolis bleu en Montréal.
El 23 de mayo de 2013, se comprometió con la Organización para la ciudadanía universal (OCU) a favor de la libre circulación de personas en el mundo. Recibió un "pasaporte de ciudadanía universal" simbólico en la sede de la Unesco en París.

## Obra
Todas sus novelas atacan los tabúes de la sociedad, sobre todo los religiosos y los sexuales, y sus artículos denuncian las injusticias sociales, concretamente las que padecen las mujeres de su país. Taslima llegó a decir que "Las mujeres de nuestro país no serán libres mientras la política se base en la religión".
La experiencia sobre violencia sexual durante su adolescencia y su trabajo como ginecóloga desarrollaron su espíritu crítico sobre la situación de las mujeres en los países musulmanes. En sus escritos destaca la lucha por la laicidad y su filosofía feminista.
Está influenciada por Virginia Woolf, Simone de Beauvoir y Rokeya Sakhawat Hussain. También por el poeta Humayun Azad. 
El 30 de abril de 2010, en una entrevista publica en Madame Figaro, expuso tres ideas claves:
- Reprocha a los fundamentalistas su misoginia y su odio a la libertad de expresión. El integrismo es también una reacción al avance de los derechos de las mujeres en numerosos países.
- Considera que los textos religiosos son opresores hacia las mujeres ya que los derechos de las mujeres, al igual que los de los hombres, son universales. Las personas pueden evolucionar, no los dogmas religiosos ya que estos textos se apoyan en textos sagrados que deben cumplir la palabra de Dios.
- El conflicto ideológico no es entre el cristianismo y el islam sino entre el fundamentalismo y la laicidad, entre las creencias irracionales, ciegas, oscurantistas y la razón.

## Vida personal
Durante su etapa de autoexilio en Suecia, en 1995 se casó en secreto con otro exiliado de su país, el poeta Daud Haider.  Previamente había estado casada dos veces, la primera en 1982 con el poeta Rudra Mohammad Shahidullah, que se suicidó y la segunda con el periodista Naymul Islam Khan del que se divorció en 1991. Ese mismo año se casó con Minar Mahmood, director del ahora desaparecido semanario Bichinta, se divorciaron en 1992.

## Premios y reconocimientos
Taslima ha recibido varios premios en reconocimiento a su compromiso incondicional luchando por la libertad de expresión. Algunos de estos son:
- Premio literario Ananda, India, 1992
- Premio Natyasava, Bangladés, 1992
- Premio Sájarov, Parlamento Europeo, 1994
- Premio por los Derechos Humanos del Gobierno de Francia,[10] 1994
- Edicto de Nantes Premio francés,[11] 1994
- Kurt Tucholsky Premio en Suecia, 1994
- Hellman-Hammett Grant de Human Rights Watch, EUA, 1994
- Premio humanista del Human-Etisk Forbund, Noruega, 1994
- Feminista del año por Feminist Majority Foundation,[12] EUA, 1994
- Doctora honoraria de la Universidad de Gante, Bélgica, 1995
- Título por la Academia alemana de intercambio,[13] Alemania, 1995
- Premio Monismanien de la Universidad de Upsala, Suecia, 1995
- Premio a la distinción humanista por International Humanist and Ethical Union,[14] Gran Bretaña, 1996
- Laurea Humanista por Center for Inquiry|International Academy for Humanism, EUA, 1996
- Premio literario Ananda, India, 2000
- Líder global del mañana por el Foro Económico Mundial, 2000
- Premio Erwin Fischer de International League of non-religious and atheists (IBKA),[15] Alemania, 2002
- Premio heroína librepensadora de Freedom From Religion Foundation,[16] EUA, 2002
- Reconocimiento por Carr Centre for Human Rights Policy,[17] John F. Kennedy School of Government, Harvard University, EUA, 2003
- Premio Madanjeet Singh Unesco por la promoción de la tolerancia y no violencia,[18] 2004
- Doctora Honoraria de American University of Paris, 2005[19]
- Grand Prix International Condorcet-Aron,[20] 2005[21]
- Premio literario Sharatchandra, India, 2006
- Ciudadana honoraria de París, Francia, 2008
- Premio Simone de Beauvoir, Francia, 2008
- Título por Universidad de Nueva York, EUA, 2009
- Woodrow Wilson Fellowship,[22] EUA, 2009
- Premio a la feminista del año, EUA,[23] 2009